# No. 42 Squadron RAF
Le No. 42 Squadron RAF est un escadron de la Royal Air Force actif pendant la Première et la Seconde Guerre mondiale, qui est réactivé en 2023.

## Histoire

### Première Guerre mondiale
Le Squadron est formé le 20 août 1918 à la base de Filton à partir du No. 19 Squadron RAF du Royal Flying Corps sur des Royal Aircraft Factory BE.2s puis Royal Aircraft Factory R.E.8 pour des opérations navales, il est officiellement dissous le 26 juin 1919.

### Seconde Guerre mondiale
L'unité est réformé le 14 décembre 1936 àpartir du 'B' flight du No. 22 Squadron  basé à RAF Bircham Newton et est équipée de Bristol Beaufort et de Bristol Blenheim. Il est ensuite équipé en unité de chasse sur Hawker Hurricane Mk-IIC puis sur Republic P-47 Thunderbolt Mk-II.
Il est dissous le 30 décembre 1945 à Meiktela.

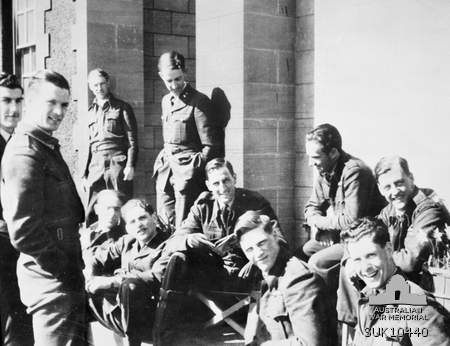
équipages à RAF Leuchars en 1942.
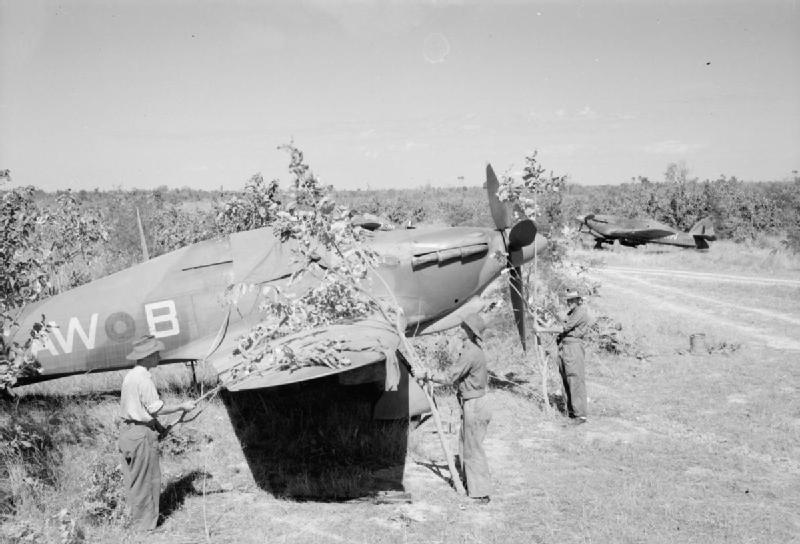
En opération sur Hurricane au Moyen-orient.
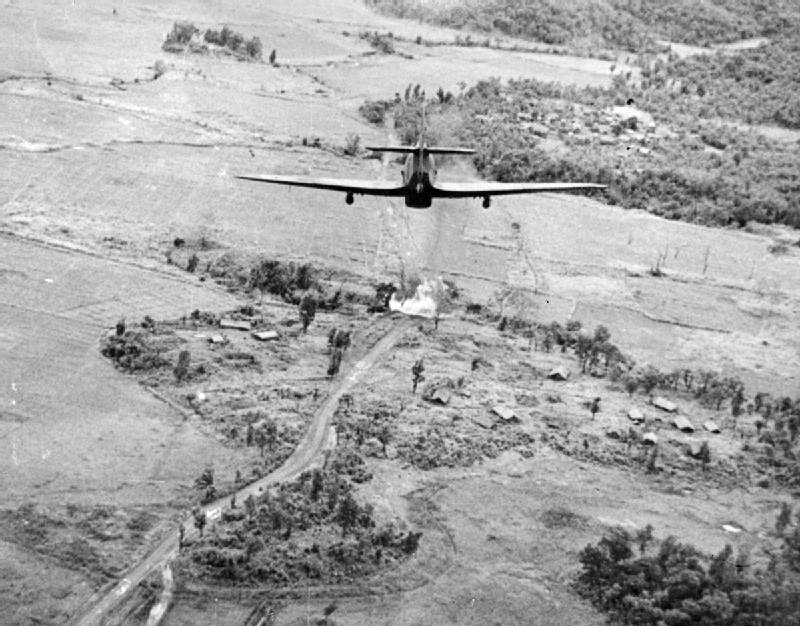
Lors de la Bataille d'Imphal.
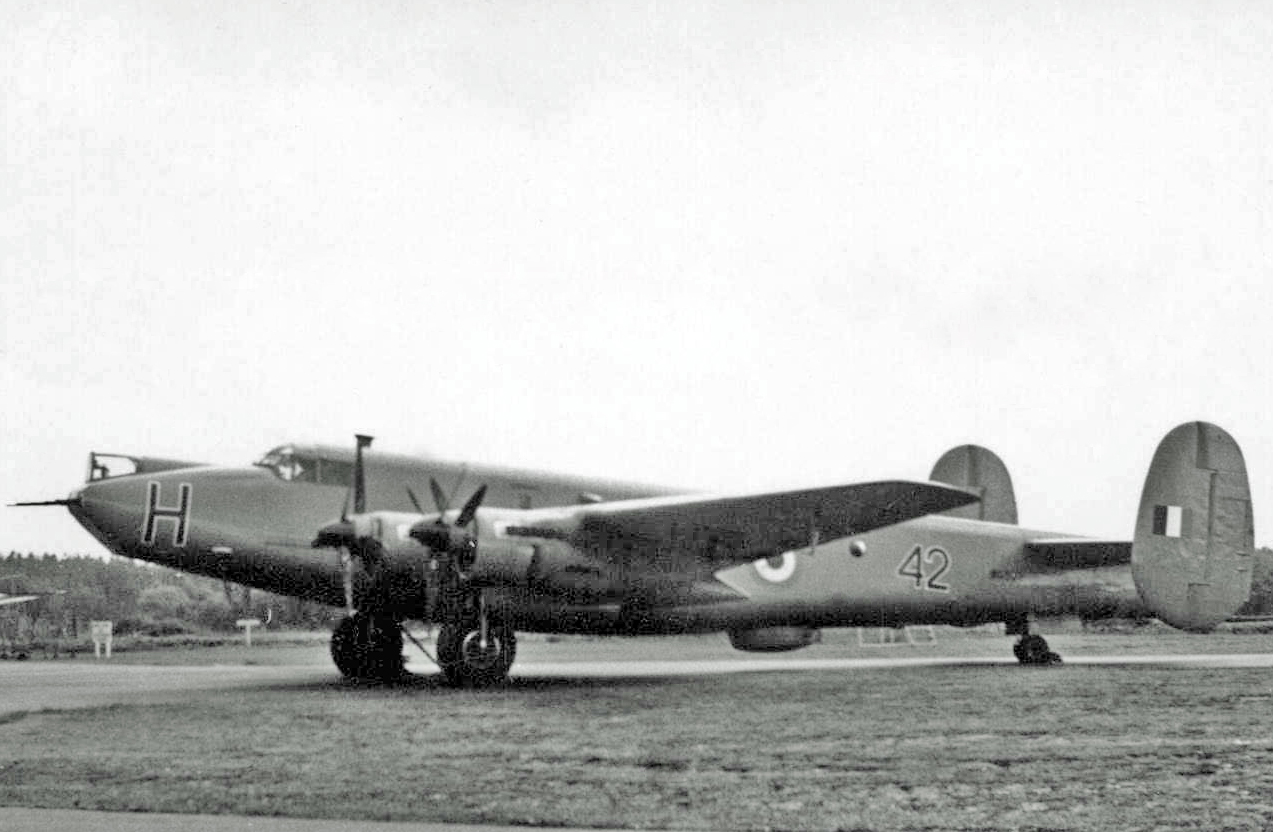
En 1956 sur Avro696 sur la base de Blackbushe.

### Actuellement
L'unité est reconstituée avec pour mission première d’assurer la transformation opérationnelle des équipages et peut, en outre, réaliser des vols classiques de patrouille maritime depuis la base RAF Lossiemouth, il est équipé de Boeing Poseidon MRA1 puis de Boeing Wedgetail AEW1 depuis 2024. Elle a pour motto Bravely in action.